# Tanguy Viel

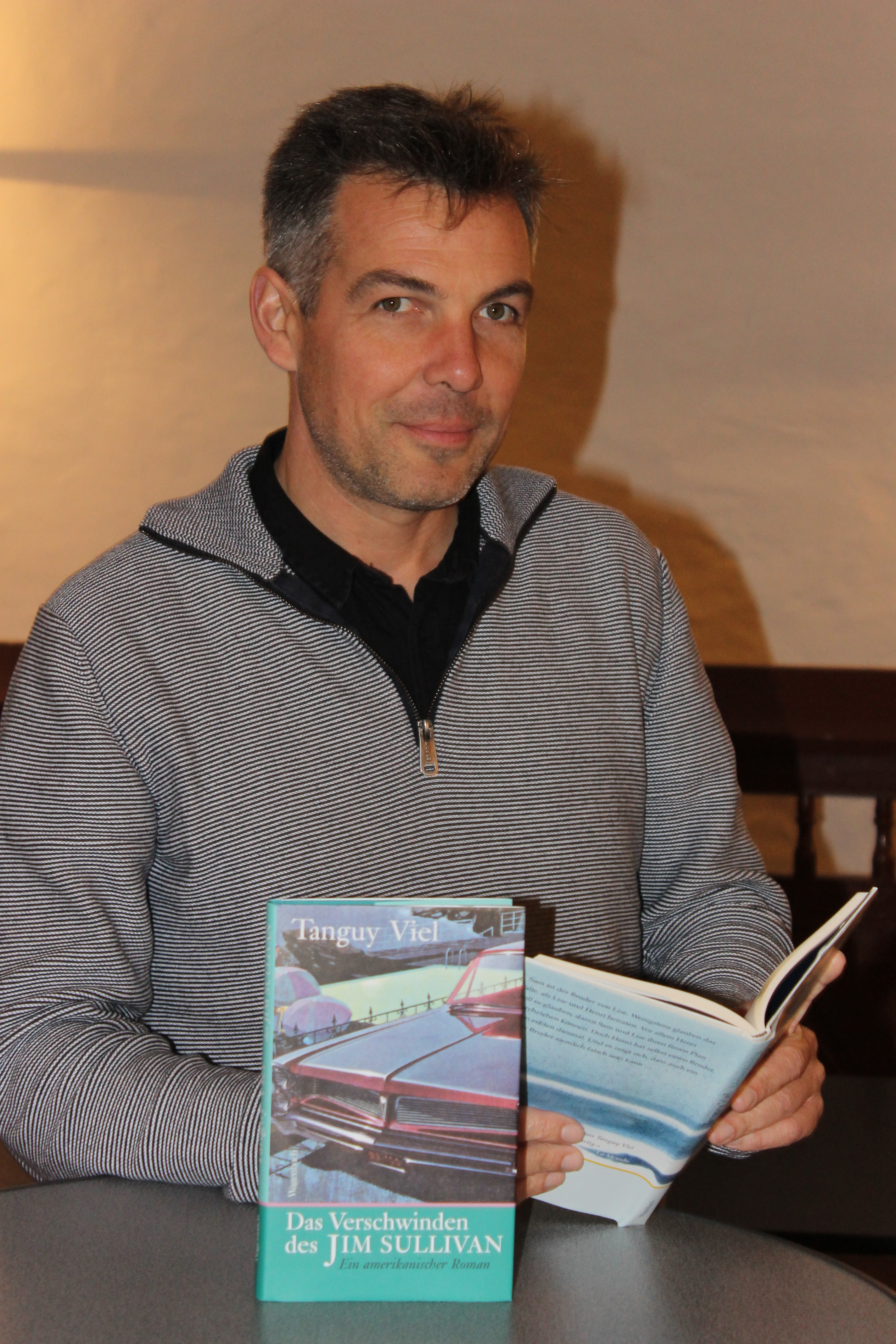
Der französische Autor Tanguy Viel bei einer Lesung in Osnabrück im November 2015

Tanguy Viel (* 7. Juli 1973 in Brest) ist ein bretonisch-französischer Schriftsteller, der vor allem durch seine Thriller- und Kriminal-Romane bekannt wurde.

## Leben und Werk
Tanguy Viel wuchs bis zu seinem zwölften Lebensjahr in Brest auf und ging dann in Bourges aufs Gymnasium. Während des Studiums in Tours lernte er François Bon kennen, der sein Mentor wurde und ihm die Türen zum Verlag Éditions de Minuit öffnete, der fast alle seine bisherigen Bücher veröffentlichte. Nachdem er einige Zeit in Nantes verbrachte, lebt Tanguy Viel gegenwärtig (2009) in Meung-sur-Loire.
Für seinen ersten Roman Le Black Note wählte er als Kernmotiv den Jazz, danach das Filmschaffen (Cinéma) und den „Roman noir“ (Insoupçonnable). Er ist für einen „präzisen, spannungsgeladenen und elliptischen Stil“ und für gehaltvolle, nicht seitenumfangreiche Bücher bekannt. Seinen vierten Roman, Unverdächtig, die Geschichte einer Familienintrige, schrieb er als „Autor in Residence“ der Villa Medici, dem renommierten staatlichen Kulturinstitut Frankreichs in Rom. Zuletzt (2013) veröffentlichte er La Disparition de Jim Sullivan (dt. Titel: Das Verschwinden des Jim Sullivan).
Bislang (2023) sind sechs seiner Werke auf Deutsch erschienen. Sie wurden von dem durch seine exzellente Céline-Übersetzer-Leistung bekannten Hinrich Schmidt-Henkel übertragen und sind im Wagenbach Verlag herausgekommen.

## Werke
- Le Black Note. Éditions de Minuit, Paris 1998, ISBN 2-7073-1631-8.
- Cinéma. Minuit, Paris 1999, ISBN 2-7073-1670-9.
- Tout s’explique : réflexions à partir d’« Explications » de Pierre Guyotat. Inventaire-Invention, Paris 2000, ISBN 2-914412-04-5.
- L’Absolue perfection du crime. Minuit, Paris 2001, ISBN 2-7073-1765-9.
  - Übers. Hinrich Schmidt-Henkel: Das absolut perfekte Verbrechen. Wagenbach, Berlin 2009, ISBN 978-3-8031-3221-5.
- Maladie. Inventaire-Invention, Paris 2004, ISBN 2-914412-19-3.
- Insoupçonnable. Minuit, Paris 2006, ISBN 2-7073-1941-4.
  - Übers. Hinrich Schmidt-Henkel: Unverdächtig. Roman. Wagenbach, Berlin 2007, ISBN 978-3-8031-3212-3.
- Paris–Brest. Minuit, Paris 2009.
  - Übers. Hinrich Schmidt-Henkel: Paris–Brest. Roman. Wagenbach, Berlin 2010, ISBN 978-3-8031-3234-5.
- Un jour dans la vie. Librairie Passages, Lyon 2010.
- La Disparition de Jim Sullivan. Éditions de Minuit, Paris 2013, ISBN 978-2-7073-2294-4.
  - Übers. Hinrich Schmidt-Henkel: Das Verschwinden des Jim Sullivan. Ein amerikanischer Roman. Wagenbach, Berlin 2014, ISBN 978-3-8031-3264-2.
- Article 353 du code pénal.
  - Übers. Hinrich Schmidt-Henkel: Selbstjustiz. Roman. Wagenbach, Berlin 2017, ISBN 978-3-8031-3290-1.
- La fille qu'on appelle. Roman. Les Editions de Minuit, Paris 2021, ISBN 978-270734732-9.
  - Das Mädchen, das man ruft. Wagenbach, Berlin 2022, ISBN 978-380313345-8.

## Filmografie
- 2022: Verkehrte Welt (L’innocent)

## Auszeichnungen (Auswahl)
- 2010 Prix du Roman de la Ville de Carhaix für Paris-Brest[1]
- 2002 Prix littéraire de la Vocation[3]